# 6440 Ренсом
6440 Ренсом (6440 Ransome) — астероїд головного поясу, відкритий 8 вересня 1988 року.
Тіссеранів параметр щодо Юпітера — 3,467.
Названо на честь англійського журналіста, письменника та розвідника Артура Ренсома